# Hernando Caro Mendoza
Hernando Caro Mendoza (Bogotà, 30 dicembre 1927 – Bogotà, 2 gennaio 2004) è stato un giornalista e critico musicale colombiano. 
Sebbene fosse un avvocato di professione, la sua passione è sempre stata la musica e la radio, con la partecipazione alla stazione radio HJCK - "El Mundo en Bogotá", la Radio Nazionale della Colombia e la stazione HJUT dell'Università Jorge Tadeo Lozano, che gli è valsa il riconoscimento da parte dei colleghi e del pubblico.

## Biografia
Hernando Caro Mendoza, figlio di Roberto Caro Grau e Alicia Mendoza Villafrade, era un rinomato musicologo e accademico colombiano, grande conoscitore della musica classica in generale e della musica francese in particolare. Chi lo conosceva intimamente lo chiamava "Bodoque", evidenziando il suo talento di cuoco, oltre che la sua passione per il gioco delle bocce.
Durante la sua carriera giornalistica, dal 1952 ha lavorato come collaboratore di varie riviste e giornali, come El Siglo, La República, Cromos, La Calle, Devenir, Pluma, Revista de la Universidad Nacional, Universitas, Lámpara, Gaceta de Colcultura Magazine, Magazine del Teatro Colón, rivista «Programmi» della stazione HJCK - «EL Mundo en Bogotá» , Rivista della Radio Nazionale, Rivista della Stazione Javeriana, rivista El Malpensante, tra gli altri. È stato fondatore e direttore della rivista musicale di Asoscol - Associazione dei simpatizzanti dell'Orchestra Sinfonica della Colombia, dal 1964 al 1966. E per il quotidiano El Espectador de Bogotá ha lavorato come critico musicale dal 1971 al 1996.
Alcuni dei suoi programmi radiofonici più ricordati furono quelli dedicati alle cantate di Bach, così come le monografie radiofoniche su Vivaldi, Monteverdi, Rossini, Verdi, Puccini, l veriste, Ravel, Manuel de Falla, Bach e i musicisti impressionisti, la Musica barocca, descrittiva, antologie di musica vocale e Berlioz.
Nel 1995, in occasione del centenario della nascita di León de Greiff, ha scritto e diretto un programma speciale sulla stazione radio HJCK - "El Mundo en Bogotá" in cui ha affrontato l'influenza della musica sulla poesia del maestro di Greiff .

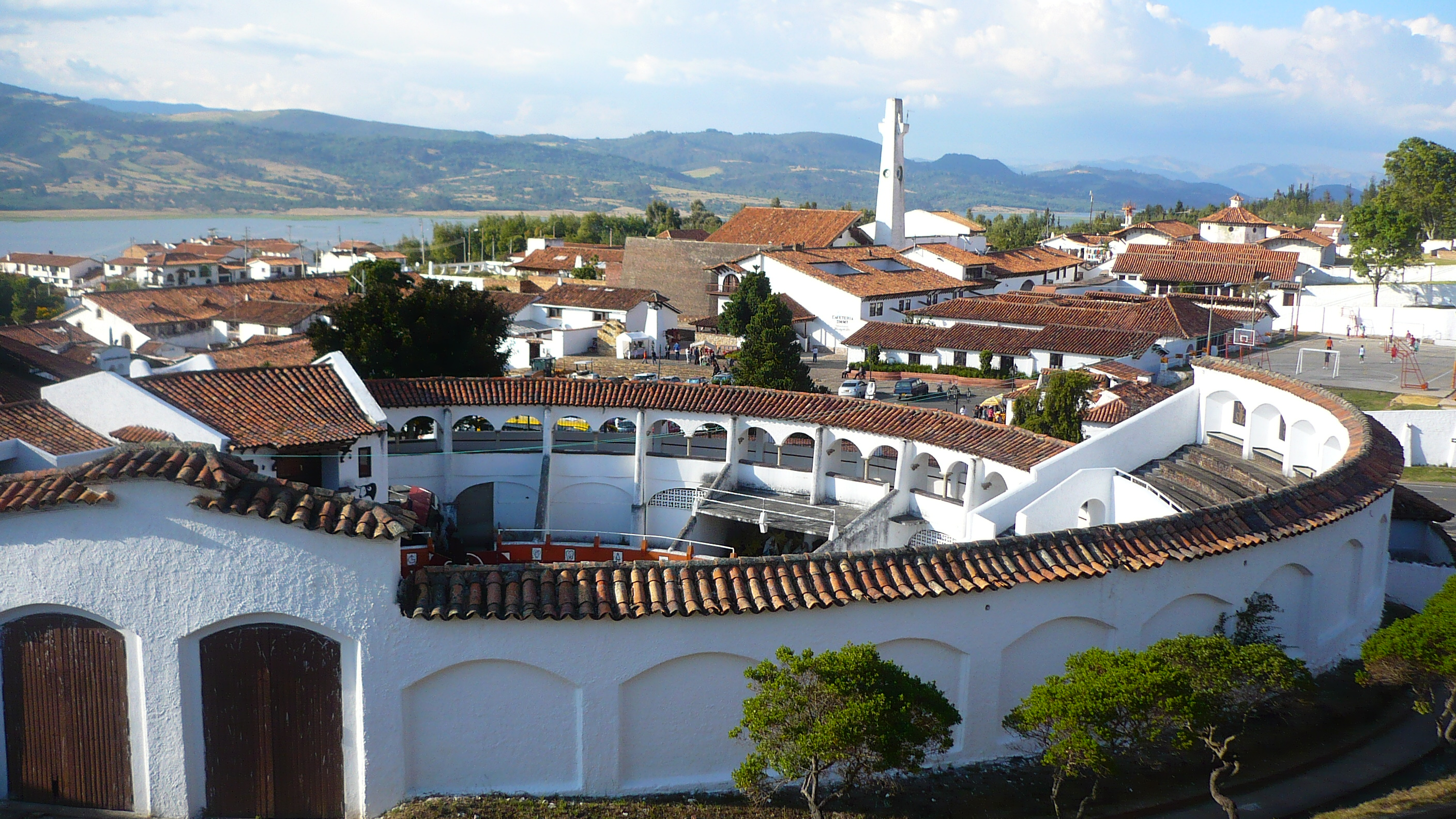
Guatavita (la nuova), Cundinamarca, inaugurata il 15 settembre 1967

### Attività corale
Fu fondatore e direttore dal 1962 fino alla sua morte del gruppo “Música Antigua de Bogotá” che si esibì per decenni in numerose audizioni tenute in varie chiese, università, il Teatro Libero di Bogotá e in altre città della Colombia. Il gruppo ha partecipato all'inaugurazione di Guatavita, la nuova. Il suo repertorio comprendeva opere del Medioevo, del Rinascimento e del Barocco, tra cui l'anonimo "Dramma di Daniel", "Le sette parole", nonché concerti sacri di Heinrich Schütz, tra cui al rinomato Festival di musica religiosa Popayán, la Messa di Natale e l'Oratorio di Marc-Antoine Charpentier, le Ensaladas di Mateo Flecha il Vecchio, la prima opera francese "Pomone" di Cambert, il primo atto dell'opera "Orfeo" di Claudio Monteverdi, madrigali, canzoni polifoniche, danze e melodie di menestrelli e trovatori medievali, e un vasto repertorio di canti natalizi.

## Onorificenze e premi
- Premio giornalistico Simón Bolívar (miglior opera culturale alla radio, per la serie "Rossini - 200 anni", 1992).
- Medaglia al Merito Culturale del Ministero della Cultura della Colombia (per la sua vita e il suo lavoro, 2003).

## Pubblicazioni
- "La personalità degli accusati nel processo penale colombiano" . (Tesi). Ufficio nazionale di stampa della Colombia, 1953.
- "Musica in Colombia". Espiral, Bogotá, 1970.
- " Guillermo Uribe Holguín, compositore colombiano". Rivista dell'Università Nazionale della Colombia, n ° 5, settembre 1970.
- «La musica in Colombia nel XX secolo. Nuova storia della Colombia». Editoriale Planeta de Colombia. Bogotá, 1989 (nel 2006 è stato ristampato e pubblicato su Los Talleres de El Malpensante, e il suo lancio è avvenuto il 9 marzo 2006, al Teatro Colón di Bogotá).
- "Musica nella poesia di León de Greiff". 1990, sotto gli auspici dell'Istituto Colombiano di Cultura (Colcultura).
- "Il furto di sperma e altre fantasie erotiche".[5] Libro di storia. Vanity Press. 2000.

## Omaggio
Dieci anni dopo la sua morte, nel 2014 si è tenuto un concerto in suo onore nel quale è stata presentata in anteprima pubblica un'opera musicale inedita e sconosciuta, composta da Hernando Caro Mendoza, dal titolo «Paesaggio marino» (1949).